# Драньково (Московская область)
Дра́ньково — деревня в муниципальном округе Егорьевск Московской области России.

## География
Деревня Драньково расположена в северо-восточной части муниципального округа Егорьевск, в 10 километрах к северо-востоку от города Егорьевск. В 500 метрах к западу от деревни протекает река Цна. Высота над уровнем моря 142 метров.

## Название
Названия связано с Дранько, производной формой некалендарного личного имени Дрань.

## История
До отмены крепостного права в России жители деревни относились к разряду государственных крестьян. После 1861 года деревня вошла в состав Поминовской волости Егорьевского уезда. Приход находился в селе Ново-Егорьевское.
В 1926 году деревня входила в Коробятский сельсовет Поминовской волости Егорьевского уезда.
До 1994 года Драньково входило в состав Саввинского сельсовета Егорьевского района, а в 1994—2006 годы — Саввинского сельского округа.
До 2015 года входила в состав сельского поселения Саввинское.
В 2015 году вошла в состав городского округа Егорьевск, образованного в том же году путём упразднения Егорьевского района и объединения всех его поселений в единый городской округ.

## Демография
В 1885 году в деревне проживало 409 человек, в 1905 году — 474 человека (223 мужчины, 251 женщина), в 1926 году — 240 человек (110 мужчин, 130 женщин). По переписи 2002 года — 1 человек (1 женщина). Население — 12 человек (2010).
| 1859 | 1868 | 1885 | 1905 | 1926 | 2002 | 2006 |
| ---- | ---- | ---- | ---- | ---- | ---- | ---- |
| 322  | ↗329 | ↗409 | ↗474 | ↘240 | ↘1   | →1   |
| 2010 |      |      |      |      |      |      |
| ↗12  |      |      |      |      |      |      |